# Frontenay
Frontenay ist eine französische Gemeinde mit 161 Einwohnern (Stand 1. Januar 2022) im Département Jura in der Region Bourgogne-Franche-Comté; sie gehört zum Arrondissement Lons-le-Saunier und zum Kanton Poligny.

## Geschichte
Als sich Frankreich im Zweiten Weltkrieg unter deutscher Besatzung befand, kam der aus der deutschen Kriegsgefangenschaft geflüchtete Unteroffizier Charles Quillet, der zuvor Widerstandszeitungen an den Untergrund verteilt und ab Anfang 1943 die Résistance in Montchauvrot bei Mantry kommandiert hatte, und übernahm als neu ernannter P2 Agent die Leitung des Widerstands des Netzwerks Théodule in Frontenay.

## Bevölkerungsentwicklung
| Jahr                       | 1962 | 1968 | 1975 | 1982 | 1990 | 1999 | 2009 | 2017 |
| Einwohner                  | 196  | 205  | 158  | 170  | 166  | 170  | 166  | 172  |
| Quellen: Cassini und INSEE |      |      |      |      |      |      |      |      |

## Sehenswürdigkeiten
- Kirche Sainte-Madeleine
- Schloss

|  |  |